# Luis Posada Carriles
Luis Clemente Faustino Posada Carriles (Cienfuegos, Cuba, 15 de febrero de 1928-Miami, Estados Unidos; 23 de mayo de 2018) fue un terrorista,  criminal, activista internacional y exagente de la CIA de origen cubano, naturalizado venezolano. Es ampliamente considerado, tanto por los gobiernos de Cuba y Venezuela como por el FBI, como el autor intelectual del atentado terrorista del Vuelo 455 de Cubana en 1976. Vivió sus últimos años en Miami.

## Perfil
Fue acusado por los gobiernos de Cuba y de Venezuela de terrorista, debido a que estos gobiernos lo señalaron como autor intelectual del atentado terrorista al vuelo 455 de Cubana de Aviación, el 6 de octubre de 1976. También fue acusado de organizar una serie de atentados con bombas contra hoteles de La Habana en 1997.  Fue miembro del Ejército de los Estados Unidos y funcionario policial de carrera en Venezuela, país donde personas arrestadas por él lo acusaban de haber ordenado torturas y de haber asesinado personalmente a varios detenidos por razones políticas.
Fue miembro también de la llamada Operación 40, orquestada por la CIA, con el fin de realizar la frustrada invasión contrarrevolucionaria en Bahía de Cochinos en 1961. También fue considerado un terrorista por el FBI.

## Biografía
En 1954 se trasladó a La Habana, donde comenzó a estudiar Medicina en la Universidad de La Habana y luego trabajó en la planta de Firestone.

### Revolución cubana y Bahía de Cochinos
Con el triunfo de la Revolución cubana, Posada se vinculó a grupos opositores que protagonizaban la lucha clandestina en Cuba. Se convirtió en un especialista en explosivos.[cita requerida] En 1961 la embajada de Argentina le brindó asilo por ser perseguido político.[cita requerida] El 25 de febrero de 1961 se trasladó con salvoconducto a México, y después viajó a Miami. Apenas arribado a los Estados Unidos se convirtió en miembro de la Operación 40.
La Operación 40 estaba destinada a facilitar las labores de invasión de contrarrevolucionarios en la Bahía de Cochinos. En ese contexto, Posada Carriles fue enviado en marzo de 1961 a Guatemala, en donde entrenó a los exiliados cubanos para la operación militar. El barco que llevaba a los operativos de la operación no se atrevió a desembarcar en Cuba tras el fracaso de Bahía de Cochinos y decidieron bordear toda la isla en lo que en Miami se conoció irónicamente como el «Bojeo a Cuba», para recalar finalmente en Puerto Rico.

### Agente de la CIA
Informes señalan que Posada fue entrenado por el Ejército de los Estados Unidos en las instalaciones de Fort Benning, Georgia, en los años 1960 para efectuar acciones militares en Cuba mediante la llamada Operación Mangosta.
El FBI, en mayo de 1965, informó que Posada Carriles estaba asociado en una conjura para derrocar al gobierno de Guatemala. Un mes más tarde, un memorando desclasificado por la CIA lo ubicó junto a Jorge Más Canosa en Veracruz, México, en el intento de volar un barco soviético.
Documentos desclasificados por el gobierno de los Estados Unidos informan que Posada Carriles trabajó como agente de la CIA entre 1965 y 1974. En esos años Posada Carriles fue enviado por la agencia norteamericana como «asesor de Seguridad» de los servicios secretos de Venezuela, Guatemala, El Salvador, Chile y Argentina. En octubre de 1967, la CIA trasladó a Posada Carriles a Venezuela, donde se incorporó a la Dirección General de Policía (DIGEPOL). Bajo el seudónimo de «Comisario Basilio», enfrentó a grupos venezolanos y latinoamericanos de tendencias comunistas y socialistas.
En 1971, aprovechando la larga estadía de Fidel Castro en Chile durante el gobierno de Salvador Allende, diseñó y organizó un frustrado atentado en su contra. Posada Carriles y su grupo llegaron a Santiago de Chile con documentación falsa como miembros de Venevisión de Venezuela. Se dice que el equipo tuvo a la vista a Fidel Castro pero no se atrevió a actuar. En 1974 renunció a su cargo por desavenencias con la administración del presidente Carlos Andrés Pérez en la reorganización de la Dirección de los Servicios de Inteligencia y Prevención (DISIP), antes llamada DIGEPOL.
En junio de 1975, creó en Caracas, Venezuela la empresa Investigaciones Comerciales e Industriales, C.A. (ICICA), que utilizó como fachada para sus actividades en países de la región norte de Sudamérica y Centroamérica. Mientras tanto la CIA entró en contacto con el coronel chileno Manuel Contreras de la DINA, invitándolo a Langley, tras lo cual se sentaron las bases para realizar una operación de coordinación anticomunista a semejanza de la Operación Phoenix, la cual es denominada Operación Cóndor. En 1976 fundó en Caracas, junto al terrorista Orlando Bosch Ávila, el Comité de Organizaciones Revolucionarias Unidas o (CORU). También se relacionó con la desaparición de los funcionarios cubanos asesinados en agosto de 1976 en Argentina.
Cumplió diversas misiones criminales en varios países del área y diseñó un equipo de terroristas que envió a la DINA chilena durante la dictadura militar de Augusto Pinochet, encargada de la represión interna en Chile, y parte esencial de la Operación Cóndor para el asesinato de opositores a las dictaduras sudamericanas.

### Vida política y actos terroristas
Tras ser enviado a Chile en 1976, durante la dictadura de Augusto Pinochet, sostuvo reuniones con el neofascista italiano Stefano Delle Chiaie, miembro de la Operación Gladio. De esta reunión surgió la coordinación de los atentados terroristas contra blancos de la izquierda chilena y de otros blancos potenciales. La Operación Gladio fue ideada después de la Segunda Guerra Mundial por la CIA y el MI6, y tenía como objetivo prepararse ante una eventual invasión soviética a Europa occidental por medio de fuerzas armadas paramilitares secretas de élite, dispuestas en diversos países. Varios países capitalistas de dicho continente poseían contingentes secretos, generalmente sin el conocimiento del gobierno correspondiente. Muchos agentes nazis retirados fueron miembros de Gladio, que aceptaba solamente a «gente segura», es decir, militantes de extrema derecha alejados del conservadurismo moderado y de la izquierda.
Tras esta coordinación, en 1976 se produjo una epidemia de atentados terroristas en América Latina, entre los que se cuentan:
- 22 de abril: detonación de una bomba contra la embajada de Cuba en Portugal, hecho en el que pierden la vida dos diplomáticos cubanos.
- 1 de julio: una bomba es detonada en el Centro Cultural Costa Rica-Cuba, en Costa Rica.
- 9 de julio: bomba en equipajes de vuelo de Cubana de Aviación, en Jamaica.
- 10 de julio: bomba en la oficina de la línea aérea Cubana de Aviación, en Barbados.
- 11 de julio: bomba en las oficinas de la Air Panamá, en Colombia.
- 4 de octubre: la CORU se adjudica haber colocado una bomba contra un canal de televisión en San Juan, Puerto Rico, donde se proyectaba la película cubana La Nueva Escuela.

### Atentado al vuelo 455 de Cubana de Aviación
Posada reclutó a los venezolanos Hernán Ricardo Losano y a Freddy Lugo para que fuesen los autores materiales de la voladura del avión de Cubana de Aviación en Barbados. Estos mercenarios colocaron las bombas que asesinaron a 73 personas, cuando un avión de la citada aerolínea explotó en pleno vuelo apenas unos minutos después de haber despegado del aeropuerto de Barbados el 6 de octubre de 1976. Entre las víctimas destacaban al equipo cubano de esgrima y cinco norcoreanos.
Ese mismo día Posada Carriles y Orlando Bosch Ávila fueron identificados como los principales organizadores y autores intelectuales del brutal atentado contra un avión cubano en pleno vuelo. Ambos fueron detenidos en Caracas y fueron sometidos a juicio junto a Ricardo y Freddy Lugo, sindicados de ser los autores materiales del atentado.
Posada Carriles fue encarcelado en Venezuela mientras esperaba juicio, al mismo tiempo que la CIA maniobraba con el objetivo de que Bosch fuera trasladado (no deportado) a Estados Unidos.
El 8 de agosto de 1982 Posada se fugó de la cárcel y logró introducirse en la embajada de Chile en Caracas, pero fue capturado y reintegrado a la misma. El 4 de noviembre de 1984 volvió a intentarlo y fracasó nuevamente. Finalmente, se fugó definitivamente de la cárcel de máxima seguridad de San Juan de los Morros, el 18 de agosto de 1985 durante un cambio de guardia, huyendo por la puerta de la prisión. Después de 15 días de estar escondido en Caracas, fue trasladado a Aruba en un barco camaronero. De allí viajó en un avión privado a Costa Rica y posteriormente a El Salvador, siendo todas estas operaciones financiadas por la Fundación Nacional Cubano-Americana[cita requerida] (FNCA) e indirectamente por la CIA.

### Estadía en Centroamérica
Durante su estadía en El Salvador, en la década de 1980, el gobierno de dicho país documentó y contrató a Posada Carriles como asesor de la presidencia, junto a Félix Rodríguez (alias de Max Gómez), para darle la cobertura necesaria y que lograra participar en la guerra contra el gobierno sandinista de Nicaragua. La operación en que participaba Posada fue descubierta, por lo que el gobierno de El Salvador se desentendió de su presencia.
A mediados de los años 80 formó parte de las redes de suministro de armas a los Contras que combatían, con el apoyo de la CIA, al gobierno sandinista nicaragüense. Esta operación, que involucraba al gobierno salvadoreño de esa época, se descubrió por la caída de un avión sobre las montañas de Nicaragua y la posterior captura del piloto Eugene Hasenfus. Este último informó de la situación y se descubrió el montaje de toda la operación, comandada por el coronel estadounidense Oliver North. Estos hechos detonaron el escándalo conocido como Irán-Contras.
En 1988 se trasladó a Guatemala, donde trabajó como asesor de seguridad de la Empresa de Teléfonos de Guatemala (GUATEL). En 1992, la FNCA creó un ala militar encargada de preparar y ejecutar acciones terroristas contra Cuba y sus principales líderes. En estas tareas participaron activamente Guillermo e Ignacio Novo Sampoll y Luis Posada Carriles. Al año siguiente este grupo adoptó el nombre de Frente Nacional Cubano en claro paralelismo con otras organizaciones y partidos políticos ultraderechistas mundiales.
En 1990 agentes de la inteligencia castrista en Guatemala lo atacaron a tiros resultando gravemente herido, pero sobreviviendo al atentado. A mediados de la década de 1990 su presencia fue detectada de nuevo en El Salvador por miembros de la inteligencia cubana, quien lo ubicó pese a su documentación falsa. Informado por el gobierno de Cuba, el gobierno salvadoreño ignoró la situación y no actuó de acuerdo a las leyes, iniciando apenas un proceso judicial por documentación falsa, lo que evitó su deportación.

### Atentados en la zona turística de La Habana en 1997
En 1997 una ola de atentados con bombas contra hoteles tuvo lugar en La Habana con saldo de un muerto (el turista italiano Fabio Di Celmo de 32 años de edad) y varios heridos. Al ser arrestados, los autores materiales de las explosiones (todos ciudadanos centroamericanos que entraban a Cuba como turistas) confesaron haber actuado por dinero y por orden de Posada Carriles. Los terroristas contaron con lujo de detalles cómo fueron reclutados en América Central por el propio terrorista Posada Carriles, quien les explicó cómo manipular las bombas de tiempo de C-4 utilizadas en los atentados de La Habana. Semanas más tarde, el propio Posada Carriles reconoció públicamente, en entrevista concedida a un canal de televisión de Miami, ser el organizador de los atentados con bombas perpetrados en La Habana.

"Se ha dicho que alguien murió , pero no podemos ni debemos detenernos".
Luis Posada Carriles en entrevista grabada con The New York Times, 

Posada Carriles ha atacado a las organizaciones noticiosas estadounidenses que han informado acerca de los ataques, diciendo: «Si no hay publicidad, nuestro trabajo es menos efectivo». El salvadoreño Raúl Ernesto Cruz León, quien Posada reconoció como mercenario a sueldo de él, fue sentenciado a muerte por las autoridades cubanas tras haber reconocido públicamente su autoría en los atentados terroristas, aunque su pena fue conmutada por 30 años de prisión.
Posada Carriles también afirmó que Jorge Mas Canosa, presidente de la Fundación Nacional Cubano Americana, sabía de los ataques, pero no había discutido acerca de las operaciones. La Fundación negó estas afirmaciones. En 1998, The New York Times indicó que, a pesar de que el Gobierno de Estados Unidos no autorizaba estas operaciones, Posada Carriles era beneficiado por la conducta tolerante frente al terrorismo de las instituciones encargadas de la ley y el orden en Estados Unidos. Como las bombas fueron colocadas en lugares turísticos y hoteles de La Habana, según informa el New York Times, un socio cubano-americano de Posada en negocios trató de informar primero a los guatemaltecos, y después a las organizaciones de ley y orden de Estados Unidos, acerca del posible vínculo de los exiliados cubanos de Union City, Nueva Jersey.
El 3 de mayo de 2007, se reveló que agentes del FBI viajaron a Cuba en 2006 como parte de una investigación acerca del rol de Posada en estos atentados terroristas de La Habana. Nuevos documentos desclasificados por el FBI apuntan a la autoría de Posada y de muchos complots terroristas, como en los que se encontraron C-4 de uso militar en zapatos y botellas de champú. Sin embargo, el FBI falló en usar la evidencia para perseguir al terrorista Posada, usándola en vez para perseguir a la red de espías cubanos Los cinco.

### Relación con la CANF
En julio de 1998, en una entrevista con el New York Times, Luis Posada Carriles dijo que Jorge Más Canosa, el director de la Fundación Nacional Cubano Americana, le había dado en total $200.000 por sus operaciones. Posteriormente Posada argumentó que había mentido para hacer molestar a la Fundación y obtener publicidad al movimiento contrarrevolucionario.[cita requerida]
Posada Carriles huyó a Panamá, donde el año 2000 es detenido y acusado junto a Gaspar Jiménez, Pedro Remón y Guillermo Novo Sampol de desarrollar un plan para asesinar al presidente cubano Fidel Castro durante un encuentro internacional. Es enjuiciado por el magnicidio frustrado y luego amnistiado por la presidenta Mireya Moscoso en su último acto de gobierno. Jiménez, Remón y Novo fueron luego admitidos en los Estados Unidos.
El gobierno salvadoreño intentó un pedido de extradición, con el interés de proteger a Posada Carriles de un juicio mayor.

### Últimos años
En abril del año 2005 Posada ingresó de manera irregular al territorio de los Estados Unidos desde México, buscando protección. El 13 del mismo mes, por medio de su abogado en asuntos migratorios, el cubano-estadounidense Eduardo Soto, solicitó asilo político, con el fin de evitar los pedidos de extradición solicitados inmediatamente por Cuba y Venezuela. El pedido de extradición venezolano está fundado no solamente en que Posada Carriles es considerado prófugo de la justicia que cometió un crimen en su territorio, sino también en un acuerdo bilateral entre Venezuela y Estados Unidos firmado en 1922 y en el Convenio para la represión de actos ilícitos contra la seguridad de la aviación civil firmado en Montreal en 1971, por el cual la deportación de un terrorista es obligatoria.
El 3 de mayo, el Tribunal Supremo de Justicia de Venezuela aprobó un pedido de extradición por Posada. Ese mismo día el Secretario Asistente del Departamento de Estado Róger Noriega aseguraba que quizás Posada no estaba en los Estados Unidos, y que los cargos en su contra habían sido inventados. Sin embargo, documentos desclasificados por la CIA y el FBI mostraron sus sospechas por su relación con la explosión del avión cubano a pocos días después de haber ocurrido.
El 17 de mayo, el Miami Herald llevó a cabo una entrevista con Posada en Florida, siendo detenido ese mismo día. Posada había retirado su solicitud de asilo y estaba intentando salir ilegalmente del país. El presidente de Venezuela, Hugo Chávez, ante la sospecha de que el terrorista Posada no fuera extraditado por los Estados Unidos, presionó con cerrar la embajada en ese país.
En Cuba, el gobierno organizó marchas de protesta por la detención y su posible no-extradición. Estos temores se basaron en parte en las malas relaciones que tienen ambos países con el gobierno de los Estados Unidos y por el tácito apoyo que algunos consideraban tenía la administración Bush con Posada Carriles. Por su parte el gobierno de los Estados Unidos mostró su preocupación por extraditarlo a Venezuela y que luego fuera deportado a Cuba, donde presuntamente podría ser objeto de torturas. Esta acusación fue desestimada por el gobierno de Hugo Chávez, aunque no expresó si denunciaría el Tratado de extradición que existía entre Cuba y Venezuela.
En enero de 2006 el gobierno estadounidense anunció la posibilidad de liberar bajo fianza a Posada Carriles, lo cual no ocurrió, aunque un juez federal ordenó su libertad provisional el 6 de abril de 2007. Ante esa situación y la denuncia internacional, el gobierno solicitó la revisión de tal decisión, cosa que fue denegada el 10 de abril del mismo año.
El 19 de abril de 2007, ignorando los llamados internacionales para concretar su extradición a Venezuela, la justicia estadounidense puso en libertad bajo fianza a Posada Carriles quien fue reclamado por Venezuela por hacer estallar, en 1976, un avión cubano de pasajeros en el que murieron 73 personas. A pesar de la obligación contraída mediante la firma de la Convención Internacional sobre los atentados con bombas contra aviones, el gobierno estadounidense ignoró el pedido de extradición de Posada Carriles que Venezuela presentó formalmente desde el año 2005.
Cuando faltaban solo 72 horas para el juicio anunciado en El Paso, Texas la juez Kathleen Cardone liberó a Luis Posada de los cargos migratorios por los que iría ante el tribunal este 11 de mayo. El abogado que representó a Venezuela en este caso, José Pertierra, dijo ante esta decisión que: «La Casa Blanca nunca debería haber procedido con este circo legal de encausar a este asesino simplemente como mentiroso». La acusación que urge contra el exagente de la CIA es por sus acciones terroristas en América Latina, contra la población civil.
A finales de marzo de 2010, reapareció en una manifestación convocada en Miami por Gloria Estefan en favor de las Damas de Blanco y afirmó ante los medios: «Estoy firmemente apoyando la libertad de Estados Unidos y allá en Cuba». Falleció el 23 de mayo de 2018, a causa de un cáncer de garganta.

## Familia
Según documentos desclasificados del FBI, Luis Posada ha estado casado en 2 ocasiones, primero con Concepción Castañeda Nápoles, con quien no tuvo hijos, y posteriormente con Nieves de Posada, quien lo acompañaría a Venezuela y con quien tendría dos hijos. Con posterioridad se separaron y se mudaron a Miami donde residen hasta la actualidad. Posada no volvió a casarse.

## Cultura popular
Posada Carriles es uno de los personajes secundarios de la película La Red Avispa (2019), distribuida por Netflix y protagonizada por Penélope Cruz, Édgar Ramírez, Gael García Bernal, Ana de Armas y Wagner Moura. Posada Carriles es interpretado por el actor cubano americano Tony Plana.